# 河野金昇

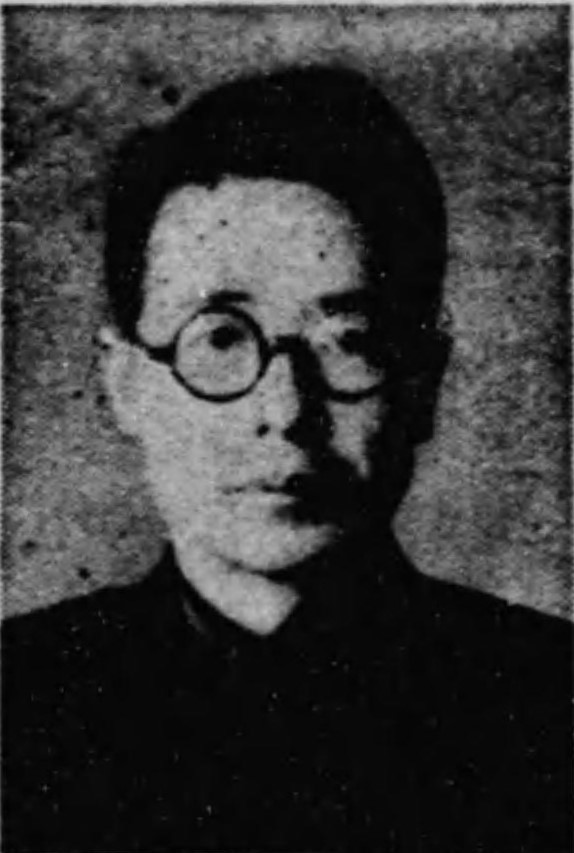
河野金昇

河野 金昇（こうの きんしょう、1910年2月1日 - 1958年3月29日）は、日本の政治家、愛知県選出の衆議院議員。海部俊樹の師匠として知られている。

## 経歴
東京都出身。幼少時に足を負傷し、治療が不十分であったために障害が残った。金昇の親は、障害者となった息子を不憫に思い、兄弟の中で金昇だけを大学に進学させてあげたという。1933年（昭和8年）早稲田大学専門部を卒業する。その後、政治を志し、大学の先輩に当たる中野正剛の門下となり、中野が主宰する東方会に入る。1942年（昭和17年）の総選挙（いわゆる翼賛選挙）において地元愛知県から東方会（翼協非推薦）で立候補するが、落選した。1943年（昭和18年）中野が東條英機内閣を「戦時宰相論」で批判すると、10月に東方会の同志共々、特高に検挙され、中野は自刃するという悲運に見舞われた。
戦後、東久邇宮内閣の嘱託を経て、1946年（昭和21年）の第22回衆議院議員総選挙に愛知県第1区から無所属で立候補し、当選する（のち選挙区は愛知県第3区）。以後当選6回。所属会派は無所属倶楽部→協同民主党→国民協同党→新政治協議会→国民協同党→国民民主党→改進党→日本民主党。1955年（昭和30年）の保守合同で、自由民主党で三木派に参加。中野譲りの剛直で清廉潔白な正義感として知られ、自宅は、地元の一宮市の工場の2階を借り、終生借家住まいの代議士であった。大臣顕官には就かなかったが、清貧と情熱に惚れ込む支持者が多かったという。
この間、協同民主党遊説部長、国民協同党中小企業部長、国民民主党副幹事長、党務局長、改進党副幹事長、日本民主党総務を務め、国会内では衆議院海外同胞引揚に関する特別委員長となり、第二次鳩山内閣運輸政務次官に就任した。
1958年（昭和33年）3月29日に急死。妻・河野孝子が一期務め、その後、河野の秘書であった海部俊樹が跡を継いだ。